# جنگ‌های داخلی انگلستان
جنگ‌های داخلی انگلستان (به انگلیسی: English Civil War) مجموعه‌ای از درگیری‌های نظامی و سیاسی‌ای بود که در فاصلهٔ سال‌های ۱۶۴۲ تا ۱۶۵۱ بین پارلمان‌گراها که «سر گِرد» (به انگلیسی: the Roundheads) نامیده می‌شدند و سلطنت‌طلبان حامی چارلز اول، پادشاه وقت انگلستان، اسکاتلند و ایرلند که با عنوان کاوالیر (به انگلیسی: the Cavaliers) شناخته می‌شدند اتفاق افتاد. این جنگ در نهایت با پیروزی پارلمان‌گرایان، اعدام چارلز یکم و استقرار نظام جمهوری به جای نظام پادشاهی و برقرار شدن کشورهای هم‌سود انگلستان به رهبری الیور کرامول پایان یافت.

## پیشینه
عواملی که به بروز چند دستگی میان مردم انگلستان انجامید و جنگ‌هایی داخلی را در آن کشور رقم زد که درد و رنج بسیاری را نیز برای مردم آن به‌همراه آورد هم سیاسی بودند و هم مذهبی. چارلز نخست اغلب با تصمیمات پارلمان مخالف بود و همین موضوع سبب شد تا با پایان دادن به ملاقات‌هایش با اعضای پارلمان در ۱۶۲۹ خود راساًً حکومت کشور را در اختیار بگیرد. درعین‌حال چارلز در صدد بود تا سیاست‌های مذهبی مشابهی را نیز در اسکاتلند پیاده سازد و کلیسای اسکاتلند را همچون کلیسای انگلستان پدیدآورد که با مخالفت پرسبیتریهای اسکاتلند مواجه شد. با بروز شورش در اسکاتلند چارلز یکم وارد جنگ با آنها شد و در ۱۶۴۰ برای تأمین هزینه‌های مالی لشکرکشی خود علیه اسکاتلند به کمک پارلمان نیاز پیدا کرد و از آنان یاری خواست. پارلمان که در این زمان با عنوان پارلمان بلندمدت شناخته می‌شد از کمک به پادشاه خودداری ورزید و همین موضوع به آغاز جنگ‌های داخلی انگلستان در ۱۶۴۲ انجامید.

## نخستین جنگ داخلی انگلستان

### نبردهای مهم

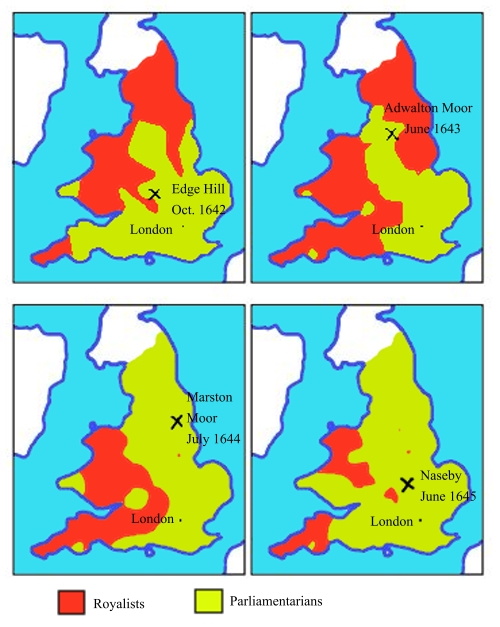
نقشهٔ انگلستان در دوران جنگ‌های داخلی آن کشور: مناطقی که با رنگ سبز مشخص شده‌اند در دست پارلمان‌گراها و مناطقی که با رنگ قرمز مشخص شده‌اند در دست سلطنت‌طلب‌ها قرار داشتند.

نبرد اج‌هیل (به انگلیسی: Battle of Edgehill) نخستین جنگ مهم از سری جنگ‌های داخلی انگلستان بود که در ۱۶۴۲ و در منطقه‌ای به‌همین نام در وارویکشایر بین دو طرف روی داد. اما در نهایت این جنگ بدون نتیجه‌ای به پایان رسید و هیچ‌یک از طرفین پیروز واقعی این نبرد نبودند. با این حال سربازان پارلمان‌گراها که خیلی خوب توسط تامس فیرفکس و الیور کرامول سازمان‌دهی شده بودند در نبرد مارستن مور (به انگلیسی: Battle of Marston Moor) در ۱۶۴۴ که بزرگترین رویارویی از سری جنگ‌های داخلی انگلستان به‌شمار می‌رود و در مکانی به‌همین نام در نزدیکی یورک در شمال انگلستان اتفاق افتاد موفق به شکست سلطنت‌طلبان به فرماندهی شاهزاده روبرت، نوهٔ جیمز یکم شدند و به‌دنبال این پیروزی ادارهٔ بخش‌های شمالی کشور را در دست گرفتند.
نبرد نیزبی (به انگلیسی: Battle of Naseby)، دیگر نبرد مهمی بود که در ۱۶۴۵ بین دو طرف در نورث‌همپتنشر روی داد و ارتش پارلمان یک بار دیگر توانست حامیان پادشاه را شکست دهد. کاوالیرها به‌دنبال این شکست دیگر نتوانستند تجدید قوا نمایند و چارلز یکم در ۱۶۴۷ توسط پارلمان‌گراها دستگیر شد.
در ۱۶۴۸ چارلز دوم، پسر چارلز اول تلاش کرد تا پدرش را نجات دهد. او برگه‌ای سفید را امضا نمود و آن را به پارلمان داد تا در ازای گذشتن از جان پادشاه هر شرطی که مد نظرشان است را در آن بنویسند. اما این تلاش او نتیجه‌ای در برنداشت و چارلز یکم در ۲۷ ژانویه ۱۶۴۹ به اتهام ستمگری، خیانت به کشور، آدم‌کشی و با عنوان دشمن مردم از سوی دادگاه عالی به اعدام محکوم و چند روز بعد در ۳۰ ژانویه ۱۶۴۹ در وایت‌هال گردن زده شد.
چارلز پس از مرگ پدرش به اسکاتلند رفت و در آنجا با عنوان شاه چارلز دوم در ۱۶۵۱ در اسکون تاجگذاری کرد. او سپس در همان سال ارتشی را فراهم آورد و به سوی انگلستان لشکر کشید. سربازان تحت فرمان او با ارتشیان اولیور کرامول درمکانی به‌نام ووستر با یکدیگر درگیر شدند اما از آنجا که نیروهای چارلز دوم از انسجام لازم برخوردار نبودند در این نبرد که به نبرد ووستر (به انگلیسی: Battle of Worcester) مشهور شد از نیروهای کرامول به‌سختی شکست خوردند. شاه جوان که توانسته بود با پنهان ساختن خود در تنهٔ درختی از این نبرد جان سالم به در برد ۴۰ روز را در حال فرار در انگلستان سپری کرد تا سرانجام در اکتبر ۱۶۵۱ توانست به فرانسه بگریزد.

## دومین جنگ داخلی انگلستان[۱۱]
نخستین جنگ داخلی با زندانی کردن چارلز یکم از سوی ارتش به پایان آمد. پارلمان جنگ را پایان یافته می‌دانست و آماده مذاکره با پادشاه شد. اما سربازان ارتش جنگ را پایان یافته نمی‌دانستند. ایشان حزبی تازه به هم ساختند با نام حزب برابری‌خواهان به رهبری جان لیلبرن، که خواستار برگزاری انتخابات سراسری، برانداختن پادشاهی و پس دادن زمین‌های محصور به دهقانان بود. پارلمان اما به منحل شدن ارتش رای داد و این خشم سربازان و هواخواهان ارتش را انگیخت. کرامول، برای آن که سربازان را زیر فرمان خود داشته باشد، شورای کل ارتش را شکل داد؛ شورایی که سربازان، زیر مراقبت افسران شان بودند. ارتش لندن را اشغال کرد و عملاً بر سراسر انگلستان چیره شد.
با این همه اختلاف در میان خود ارتش فراوان بود. افسران و برابری‌خواهان دربارهٔ ساختار سیاسی به توافق نمی‌رسیدند و افسران از انتخابات عمومی نگران بودند و آن را زمینه‌ساز برافتادن مالکیت خصوصی برمی‌نمودند. این اختلاف‌ها به شورش در ارتش انجامید. اما کرامول شورش را سرکوب و شورای ارتش را منحل کرد و تنها شورای افسران را برجا گذاشت.
دشمنان ارتش برای بهره گرفتن از اختلاف‌ها در ارتش، به سازش با هم نشستند. مشایخیان پارلمان و سلطنت‌خواهان، چارلز را فراری دادند تا در اسکاتلند به هواداران زمین‌دارش بپیوندد و با سپاهی برای جنگ با کرامول و ارتشش به انگلستان بازگردد.

### پایان جنگ‌های داخلی
اما این پیروزی برای پارلمان‌گراها پیروزی‌ای سرنوشت‌ساز و پایانی بر جنگ‌های داخلی انگلستان بود. اولیور کرامول با اعلام پایان نظام پادشاهی، استقرار جمهوری انگلستان را اعلام کرد و خود با عنوان «لرد نگهبان» قدرت را در دست گرفت. با این حال حکومت کشورهای همسود چندان دوام نیاورد و پارلمان پس از مرگ کرامول از چارلز دوم برای بازگشت به انگلستان و نشستن بر تخت پادشاهی دعوت کرد. با تاج‌گذاری چارلز دوم در ۱۶۶۰، بار دیگر نظام پادشاهی در انگلستان استقرار یافت.